# Dresden Grenzstraße
Dresden Grenzstraße je železniční stanice v drážďanské městské části Klotzsche, leží na trati Dresden-Klotzsche – Dresden Flughafen. Stanici využívají spoje S-Bahn v Drážďanech.

## Historie
Provoz v úseku mezi stanicemi Dresden-Klotzsche a Dresden Grenzstraße byl zahájen v roce 1933 v rámci dostavby letecké válečné školy v Drážďanech. Do roku 1956 sloužila stanice hlavně k přepravě pracovníků místních podniků a dílen výstavby letadel, ale také pro přepravu dílu pro výrobu prvního německého turbovrtulového letadla 152. V šedesátých letech začal provoz osobních vlaků mezi Pirnou a Dresden Grenzstraße.

## Spoje
Ve stanici zastavují vlaky S-Bahn na lince S2 v 30minutových intervalech. V přednádražním prostoru se nachází zastávka MHD, kterou obsluhuje autobusová linka 80.